# Голев, Леонид Дмитриевич
Леонид Дмитриевич Голев (1925—1980) — старший лейтенант Советской Армии, участник Великой Отечественной войн, Герой Советского Союза (1944).

## Биография
Родился 21 марта 1925 года в деревне Вырова (ныне — Кудымкарский район Коми-Пермяцкого округа Пермского края) в крестьянской семье. Окончил десять классов школы, работал младшим техником-геодезистом Пермской поисковой геолого-нефтяной конторы.
В январе 1943 года добровольно пошёл на службу в Рабоче-крестьянскую Красную Армию. Учился в 1-м Ленинградском военно-пехотном училище имени Кирова, эвакуированном в город Березники. Летом 1943 года был отправлен на фронт для участия в битве на Курской дуге. Был наводчиком 45-миллиметрового орудия истребительно-противотанковой батареи 310-го гвардейского стрелкового полка 110-й гвардейской стрелковой дивизии 37-й армии 2-го Украинского фронта. Отличился во время битвы за Днепр.
В период с 1 по 21 октября 1943 года после переправы через Днепр в районе села Куцеволовка Онуфриевского района Кировоградской области Украинской ССР огнём своего орудия прокладывал путь наступающим подразделениям пехоты. 7 октября, когда орудие вышло из строя и ранение получил командир расчёта, возглавил расчёт, который автоматным огнём и гранатами отразил вражескую контратаку. Всего же за тот период он уничтожил 5 танков, 1 САУ «Фердинанд», 3 пулемётные огневые точки, около 50 солдат и офицеров противника. В одном из боёв получил тяжёлое ранение и контузию и в бессознательном состоянии был отправлен в госпиталь.
Указом Президиума Верховного Совета СССР «О присвоении звания Героя Советского Союза офицерскому, сержантскому и рядовому составу Красной Армии» от 22 февраля 1944 года за «образцовое выполнение боевых заданий командования при форсировании реки Днепр, развитие боевых успехов на правом берегу реки и проявленные при этом отвагу и геройство» был удостоен высокого звания Героя Советского Союза с вручением ордена Ленина и медали «Золотая Звезда» за номером 3382.
После выписки из госпиталя был направлен военно-морское авиационное училище, которое окончил в 1945 году. Однако состояние здоровья после ранений не позволило ему продолжать карьеру и в 1946 году он в звании старшего лейтенанта был уволен в запас с инвалидностью второй группы.
Проживал в Ленинграде. В 1951 году с отличием окончил юридический факультет Ленинградского государственного университета. Занимался самбо, был мастером спорта, многократным чемпионом города по самбо, однако из-за инфаркта был вынужден оставить спортивную карьеру и перейти на тренерскую работу.
В 1961 году переехал в Пермь, работал тренером в ДСО «Динамо». С 1969 года работал старшим преподавателем кафедры физического воспитания Пермского политехнического института. Подготовил более двадцати мастеров спорта по борьбе самбо, получил звание Заслуженного тренера РСФСР.
Умер от третьего по счёту инфаркта 28 апреля 1980 года. Похоронен на Южном кладбище Перми.

## Награды
Был также награждён орденом Отечественной войны 2-й степени и рядом медалей.

## Память
- В Пермском крае проводятся соревнования по самбо, названные в честь Голева.
- В Перми в его честь названа улица[1].
- В Кудымкаре его именем названа спортивная школа свмбо.
- В селе Пешнигорт, где он учился, центральная улица названа в честь его
- В Гимназии №3 г. Перми его именем назван юнармейский отряд.